# Merritt Island
Merritt Island é uma Região censo-designada localizada no estado americano de Flórida, no Condado de Brevard.

## Demografia
Segundo o censo americano de 2000, a sua população era de 36.090 habitantes.

## Geografia
De acordo com o United States Census Bureau tem uma área de
121,8 km², dos quais 45,7 km² cobertos por terra e 76,1 km² cobertos por água.

## Localidades na vizinhança
O diagrama seguinte representa as localidades num raio de 16 km ao redor de Merritt Island.